# Manor Records
Manor Records war ein 1945 von Irving Berman in Newark gegründetes Plattenlabel. Später übersiedelte die Firma nach New York.
Zu den Künstlern, die für Manor aufnahmen, gehörten  Savannah Churchill, The Sentimentalists – später unter dem Namen The Four Tunes berühmt –, Luis Russell, Deek Watson and His Brown Dots, Boy Green, Skoodle-Dum-Doo (Seth Richard) und andere. Bemerkenswert sind auch die gelegentlichen Aufnahmen des Jazzmusikers Dizzy Gillespie.